# 色音巴雅尔
色音巴雅尔（1922年—2009年），又名王文才，男，蒙古族，内蒙古科尔沁左翼中旗人，中华人民共和国政治人物，曾任内蒙古自治区人大常委会副主任，第五届全国政协委员。